# Marie Elisabeth von Schleswig-Holstein-Gottorf (1678–1755)

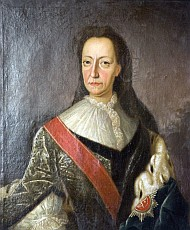
Marie Elisabeth von Holstein-Gottorf, Fürstäbtissin von Quedlinburg

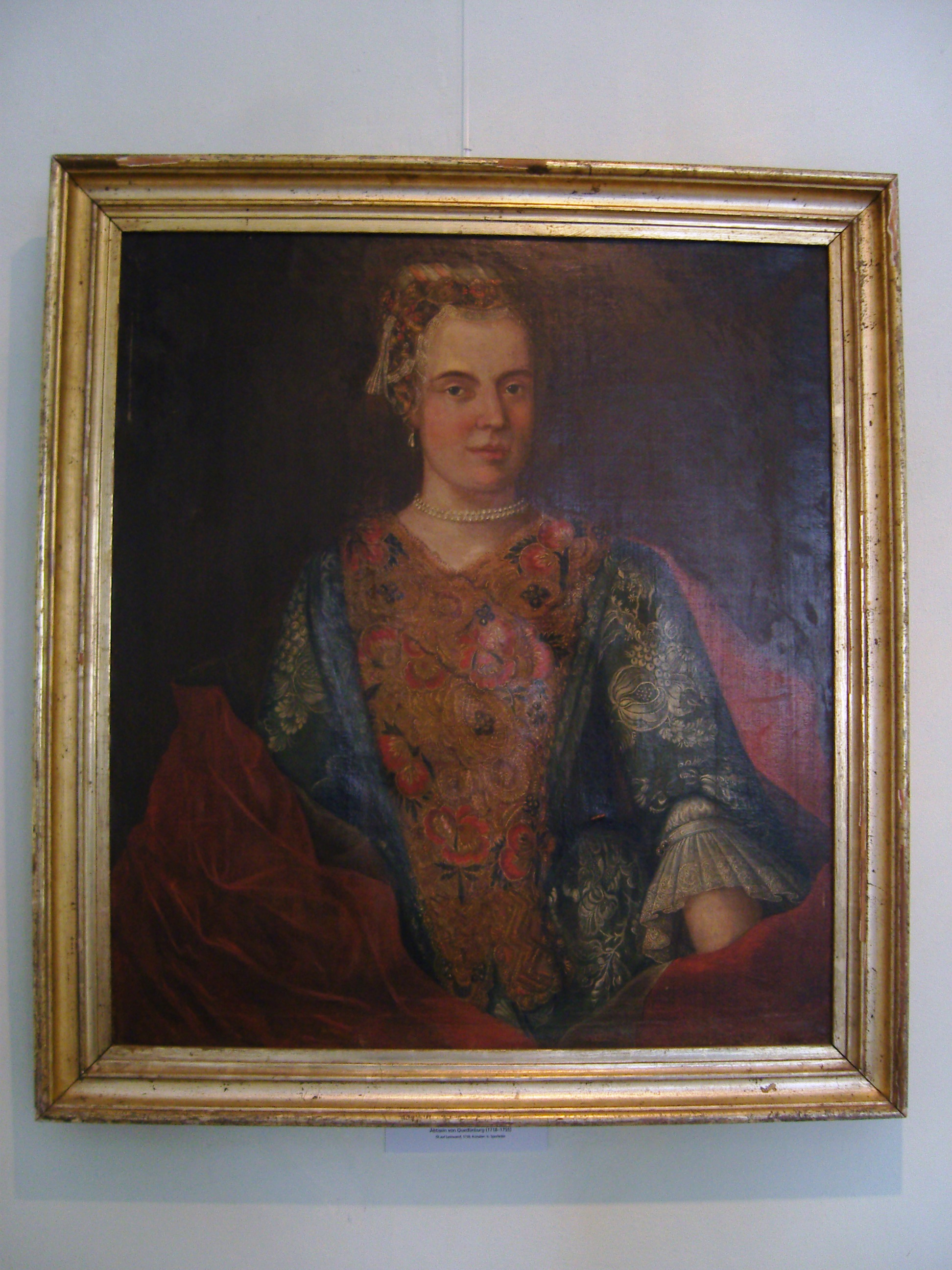
Porträt der Äbtissin vom Künstler G. Sporleder

Marie Elisabeth von Holstein-Gottorf (* 21. März 1678 in Hamburg; † 17. Juli 1755 in Quedlinburg) war von 1718 bis 1755 Äbtissin des reichsunmittelbaren und freiweltlichen Stifts Quedlinburg.

## Leben
Marie Elisabeth war die jüngste Tochter des Herzogs Christian Albrecht von Schleswig-Holstein-Gottorf (1641–1695) und dessen Frau Friederike Amalie (1649–1704), Tochter des Königs Friedrich III. von Dänemark. Nach dem Tod ihres Vaters begleitete sie ihre Mutter auf deren Witwensitz, das Kieler Schloss.
Im Jahr 1718 wurde Marie Elisabeth zur 37. Äbtissin von Quedlinburg gewählt, nachdem bereits seit 1704  vor allem das Königreich England versucht hatte, ihre Wahl gegen Preußen durchzusetzen. Das während der Sedisvakanz durch Aurora von Königsmarck geführte Stift wählte zwar Marie Elisabeth mehrfach, doch scheiterte ihre Amtseinführung bis 1718 an den Protesten Preußens und der fehlenden Bestätigung der Wahl durch den Kaiser. Georg Anton von Dachröden war ihr Stiftshofmeister. 
Unter Marie Elisabeth erfolgte ein umfangreicher Aus- und Umbau des Stiftsschlosses und der Repräsentationsräume. Ihre Amtszeit war geprägt von territorialen Auseinandersetzungen mit König Friedrich Wilhelm I. von Preußen, in denen sich Marie Elisabeth vergeblich an den Kaiser wandte.
Am 23. September 1745 erhielt sie durch Zarin Elisabeth den Orden der Heiligen Katharina. 
Die Äbtissin wurde in der Fürstengruft der Stiftskirche St. Servatius bestattet. Von der Krypta führt eine Treppe in die so genannte Fürstengruft, deren Raumklima dazu beiträgt, Leichen zu mumifizieren. Dort befinden sich neben dem Sarg Aurora von Königsmarcks auch die Särge der Äbtissinnen Anna II. zu Stolberg und Anna III. zu Stolberg-Wernigerode.